# Nisse Peterson
Nisse Peterson, folkbokförd Nils Göran Petersson, född 3 augusti 1943 i Oscars församling i Stockholm, är en svensk fotograf. 
Peterson är son till byrådirektören Nils Peterson och Ingrid, ogift Welin. Han har under många år varit verksam som fotograf och har med sina bilder framförallt illustrerat böcker om matlagning och bakverk. Han fick Lilla Sällskapets diplom 1996 och ett femårigt arbetsstipendium från Författarfonden 2006.
Åren 1966–1988 var han gift med författaren Anna Bergenström (född 1940) och numera är han gift med fotografen Birgitta Godske (född 1955). Han är far till fotografen och författaren Fanny Bergenström (född 1968).